# Marqueur fluorescent en PCR
De nombreux marqueurs fluorescents sont utilisés en PCR (réaction en chaîne par polymérase).

## Historique
Par souci de clarté, les dates correspondent à la première publication sur le domaine et seuls les premiers auteurs sont cités, les références complètes étant dans le chapitre "bibliographie".
- 1880 : Premier milieu de culture synthétique pour micro-organismes fluorescents par Hueppe F.
- 1964 : Détection par fluorescence de l’ADN associé au BET par Lepecq JB.
- 1972 : Première migration d’ADN sur gel d’électrophorèse par Aaij C.
- 1986 : Première publication publique sur la PCR par Kary Mullis (prix Nobel de chimie en 1993).
- 1989 : Première détection de produit de PCR à l’aide du BET (et non par la radioactivité) par Xu ZD.
- 1992 : Invention de la PCR en temps réel par Higuchi R.
- 1994 : Dépôt de brevet du SYBR Green I par Molecular Probes.
- 1995 : Premier emploi du SYBR green pour détecter un produit de PCR par Schneeberger C.
- 1995 : Invention des sondes d’hydrolyses par Livak KJ.

## Les marqueurs séquences spécifiques

### Les sondes d'hydrolyses
La sonde est construite à l'aide d'un donneur (la fluorescéine dont la longueur d'onde d'excitation est à 530 nm) et d'un "quencheur", greffés sur un polynucléotide complémentaire de la séquence d'ADN d'intérêt.